# Egyptisch legeruniform
Het Egyptische leger maakt gebruik van ceremoniële uniformen in Britse stijl en een camouflage-overal in 2012 uitgevoerd.

## Ceremonieel uniform
| Summer (generals) | Winter (generals)  |
| Zomer (generaals) | Winter (generaals) |
| ----------------- | ------------------ |

## Alledaagse outfit
| Summer | Winter |
| Zomer  | Winter |
| ------ | ------ |

## Veldoveral
| Egyptian Army field overall |
| --------------------------- |

## Republikeinse Garde
| Republikeinse Garde, alledaags | Republikeinse Garde, militaire politie | Republikeinse Garde, veld |
| Alledaagse outfit              | Republikeinse Garde Militaire Politie  | Veldoutfit                |
| ------------------------------ | -------------------------------------- | ------------------------- |

## Camouflage-uniform
| Egyptian Army Thunderbolt camouflage uniform | Egyptian Army Thunderbolt camouflage uniform | Egyptian Army Thunderbolt camouflage uniform | Egyptian Republican Guard camouflage uniform |
| Leger                                        | Airborne                                     | Thunderbolt                                  | Republikeinse Garde                          |
| -------------------------------------------- | -------------------------------------------- | -------------------------------------------- | -------------------------------------------- |

## Baretten
| Branch              | Baret    | Baret           | Baret    |
| Branch              | Officier | Brigadegeneraal | Generaal |
| ------------------- | -------- | --------------- | -------- |
| Airborne            |          |                 |          |
| Gepantserd          |          |                 |          |
| Artillerie          |          |                 |          |
| Douane              |          |                 |          |
| Infanterie          |          |                 |          |
| Militaire Politie   |          |                 |          |
| Morele Zaken        |          |                 |          |
| Verkenning          |          |                 |          |
| Republikeinse Garde |          |                 |          |
| Thunderbolt         |          |                 |          |
| Reserve             |          |                 |          |